# Línea R20 (Transportes de Murcia)
La línea R20 de Transportes de Murcia une de forma circular la Plaza Circular, La Fama y Atalayas.

## Horario
|                    | Laborables | Sábados | Domingos y festivos |
| ------------------ | ---------- | ------- | ------------------- |
| Primera expedición | 7:00       | 7:00    | 8:30                |
| Frecuencia         | 23 min     | 45 min  | 45 min              |
| Última expedición  | 21:12      | 22:00   | 22:00               |

## Recorrido y paradas
| N.º  | Parada                           | Conexión         | Notas                                     |
| ---- | -------------------------------- | ---------------- | ----------------------------------------- |
| 9030 | Plaza Circular, 14               | C2 C4 C5 R14 R80 |                                           |
| 9058 | Barnés (par)                     | C5 R14           |                                           |
| 9059 | Pabellón Príncipe de Asturias    | R14              |                                           |
| 9060 | Avda. de los Pinos (Gasolinera)  | R14              |                                           |
| 9123 | Ambulatorio Sta. María de Gracia |                  |                                           |
| 9124 | Miguel Unamuno                   |                  |                                           |
| 9125 | Sierra del Espartal, 2           |                  |                                           |
| 9126 | Sierra del Espartal, 3           |                  |                                           |
| 9026 | Ronda Norte, 3                   | C1 C3 R14        |                                           |
| 9027 | Primo de Rivera, 19              | C1 C3 R14        |                                           |
| 9028 | Cárcel Vieja                     | C1 C3 R14        |                                           |
| 9029 | Cajamurcia                       | C1 C3 C5 R14 R80 |                                           |
| 9070 | Avda. Constitución, 5            | C5 R14 R80       |                                           |
| 9071 | Cortefiel                        | C5 R14 R80       |                                           |
| 9072 | Santa Isabel                     | C5 R14 R80       |                                           |
| 9163 | Glorieta de España (frente)      | R12 R14 R80      |                                           |
| 9156 | Plaza Cruz Roja (Jardín)         | R12 R80          |                                           |
| 9157 | Palacio de Justicia (frente)     | R12 R80          |                                           |
| 9088 | Hospital Reina Sofía (frente)    | R17              |                                           |
| 9091 | La Fama                          | R17              | Parada anulada los jueves por mercado     |
| 9202 | Colegio Divino Maestro (frente)  |                  | Parada anulada los jueves por mercado     |
| 9203 | La Fama, 36                      |                  | Parada anulada los jueves por mercado     |
| 9005 | Avda. Primero de Mayo, 6         | C1 C3            | Parada anulada los jueves por mercado     |
| 9051 | Auditorio Víctor Villegas        | C2 C4            | Parada alternativa los jueves por mercado |
| 9052 | Avda. Primero de Mayo, 13        | C2 C4            | Parada alternativa los jueves por mercado |
| 9053 | Hotel Nelva                      | C2 C4            | Parada alternativa los jueves por mercado |
| 9111 | Ctra. de Alicante                |                  |                                           |
| 9112 | Carrefour Atalayas               |                  |                                           |
| 9174 | Virgen del Rocío                 |                  |                                           |
| 9175 | García Aranda                    |                  |                                           |
| 9113 | Maderas Cano Molina              |                  |                                           |
| 9204 | Rodríguez de Hita                |                  |                                           |
| 9205 | Puente Genil                     |                  |                                           |
| 9207 | Marina Española                  |                  |                                           |
| 9208 | Maristas Fuensanta               |                  |                                           |
| 9110 | Bloques de Ayuso (frente)        | C2 C4            |                                           |
| 9151 | Juan XXIII                       | C2 C4            |                                           |
| 9056 | Ronda de Levante, 5              | C2 C4            |                                           |
| 9153 | Plaza Circular, 14 (V)           | C2 C4 C5 R14 R80 |                                           |

- Datos: Q56641452